# بري (كاليفورنيا)
بري (بالإنجليزية: Brea) هي إحدى مدن مقاطعة أورانج، كاليفورنيا. تم إعطاءها لقب مدينة في 23 فبراير، 1917.

## التركيبة السكانية
حدّد مكتب تعداد الولايات المتحدة بيانات التركيبة السكانية لبري في تعداد الولايات المتحدة. في ما يلي، التركيبة السكانية حسب تعدادي 2000 و2010.

### تعداد عام 2000
بلغ عدد سكان بري 35,410 نسمة بحسب تعداد عام 2000، وبلغ عدد الأسر 13,067 أسرة وعدد العائلات 9,301 عائلة مقيمة في المدينة. في حين سجلت الكثافة السكانية 1,119.9 نسمة لكل كيلومتر مربع (2,900.5/ميل2). وبلغ عدد الوحدات السكنية 13,327 وحدة بمتوسط كثافة قدره 421.5 لكل كيلومتر مربع (1,091.7/ميل2).
وتوزع التركيب العرقي للمدينة بنسبة 77.33% من البيض و1.26% من الأمريكيين الأفارقة و0.52% من الأمريكيين الأصليين و9.09% من الأمريكيين ذوي الأصول الآسيوية و0.22% من سكان جزر المحيط الهادئ و7.76% من الأعراق الأخرى و3.82% من عرقين مختلطين أو أكثر و20.35% من الهسبانيون أو اللاتينيون من أي عرق.
بلغ عدد الأسر 13,067 أسرة كانت نسبة 37.4% منها لديها أطفال تحت سن الثامنة عشر تعيش معهم، وبلغت نسبة الأزواج القاطنين مع بعضهم البعض 56.6% من أصل المجموع الكلي للأسر، ونسبة 10.5% من الأسر كان لديها معيلات من الإناث دون وجود شريك، بينما كانت نسبة 4% من الأسر لديها معيلون من الذكور دون وجود شريكة وكانت نسبة 28.8% من غير العائلات. تألفت نسبة 23% من أصل جميع الأسر من عدة أفراد يعيشون في نفس المنزل ونسبة 8.5% كانت تتألف من شخص يعيش بمفرده يبلغ من العمر 65 عاماً أو أكثر. وبلغ متوسط حجم الأسرة المعيشية 2.70، أما متوسط حجم العائلات فبلغ 3.21.
بلغ العمر الوسطي للسكان 36.4 عاماً. وكانت نسبة 25.6% من القاطنين تحت سن الثامنة عشر، وكانت نسبة 8.5% بين الثامنة عشر والرابعة والعشرين عاماً، ونسبة 30.3% كانت واقعةً في الفئة العمرية ما بين الخامسة والعشرين والرابعة والأربعين عاماً، ونسبة 24.1% كانت ما بين الخامسة والأربعين والرابعة والستين، ونسبة 11.1% كانت ضمن فئة الخامسة والستين عاماً فما فوق. يوجد لكل 100 أنثى 95.5 ذكر، ويوجد لكل 100 أنثى في الثامنة عشر من عمرها فما فوق 92.2 ذكر.
بلغ متوسط دخل الأسرة في المدينة 59,759 دولارًا، أما متوسط دخل العائلة فبلغ 68,423 دولارًا. وكان متوسط دخل الذكور 50,500 دولارًا مقابل 35,674 دولارًا للإناث. وسجل دخل الفرد الخاص بالمدينة 26,307 دولارًا. وكانت نسبة 3.4% من العائلات ونسبة 5.3% من السكان تحت خط الفقر، وكان من هؤلاء نسبة 6.9% تحت سن الثامنة عشر ونسبة 5.2% في الخامسة والستين من العمر وما فوق.

### تعداد عام 2010
بلغ عدد سكان بري 39,282 نسمة بحسب تعداد عام 2010، وبلغ عدد الأسر 14,266 أسرة وعدد العائلات 10,369 عائلة مقيمة في المدينة. في حين سجلت الكثافة السكانية 1,242.3 نسمة لكل كيلومتر مربع (3,217.5/ميل2). وبلغ عدد الوحدات السكنية 14,785 وحدة بمتوسط كثافة قدره 467.6 لكل كيلومتر مربع (1,211.1/ميل2).
وتوزع التركيب العرقي للمدينة بنسبة 67.11% من البيض و1.40% من الأمريكيين الأفارقة و0.48% من الأمريكيين الأصليين و18.19% من الأمريكيين ذوي الأصول الآسيوية و0.18% من سكان جزر المحيط الهادئ و8.24% من الأعراق الأخرى و4.41% من عرقين مختلطين أو أكثر و24.99% من الهسبانيون أو اللاتينيون من أي عرق.
بلغ عدد الأسر 14,266 أسرة كانت نسبة 35.3% منها لديها أطفال تحت سن الثامنة عشر تعيش معهم، وبلغت نسبة الأزواج القاطنين مع بعضهم البعض 57% من أصل المجموع الكلي للأسر، ونسبة 11.3% من الأسر كان لديها معيلات من الإناث دون وجود شريك، بينما كانت نسبة 4.4% من الأسر لديها معيلون من الذكور دون وجود شريكة وكانت نسبة 27.3% من غير العائلات. تألفت نسبة 21.5% من أصل جميع الأسر من عدة أفراد يعيشون في نفس المنزل ونسبة 8.9% كانت تتألف من شخص يعيش بمفرده يبلغ من العمر 65 عاماً أو أكثر. وبلغ متوسط حجم الأسرة المعيشية 2.75، أما متوسط حجم العائلات فبلغ 3.23.
بلغ العمر الوسطي للسكان 38.7 عاماً. وكانت نسبة 23.1% من القاطنين تحت سن الثامنة عشر، وكانت نسبة 9.3% بين الثامنة عشر والرابعة والعشرين عاماً، ونسبة 27.2% كانت واقعةً في الفئة العمرية ما بين الخامسة والعشرين والرابعة والأربعين عاماً، ونسبة 27.9% كانت ما بين الخامسة والأربعين والرابعة والستين، ونسبة 12.6% كانت ضمن فئة الخامسة والستين عاماً فما فوق. وتوزع التركيب الجنسي للسكان بنسبة 48.8% ذكور و51.2% إناث.

## المناخ
يظهر الجدول التالي التغييرات المناخية على مدار السنة لبري:
| البيانات المناخية لـبري           | البيانات المناخية لـبري | البيانات المناخية لـبري | البيانات المناخية لـبري | البيانات المناخية لـبري | البيانات المناخية لـبري | البيانات المناخية لـبري | البيانات المناخية لـبري | البيانات المناخية لـبري | البيانات المناخية لـبري | البيانات المناخية لـبري | البيانات المناخية لـبري | البيانات المناخية لـبري | البيانات المناخية لـبري |
| الشهر                             | يناير                   | فبراير                  | مارس                    | أبريل                   | مايو                    | يونيو                   | يوليو                   | أغسطس                   | سبتمبر                  | أكتوبر                  | نوفمبر                  | ديسمبر                  | المعدل السنوي           |
| --------------------------------- | ----------------------- | ----------------------- | ----------------------- | ----------------------- | ----------------------- | ----------------------- | ----------------------- | ----------------------- | ----------------------- | ----------------------- | ----------------------- | ----------------------- | ----------------------- |
| متوسط درجة الحرارة الكبرى °م (°ف) | 69 (21)                 | 70 (21)                 | 72 (22)                 | 74 (23)                 | 76 (24)                 | 80 (27)                 | 85 (29)                 | 86 (30)                 | 86 (30)                 | 81 (27)                 | 75 (24)                 | 69 (21)                 | 77 (25)                 |
| متوسط درجة الحرارة الصغرى °م (°ف) | 47 (8)                  | 48 (9)                  | 50 (10)                 | 52 (11)                 | 57 (14)                 | 60 (16)                 | 64 (18)                 | 64 (18)                 | 62 (17)                 | 57 (14)                 | 51 (11)                 | 46 (8)                  | 55 (13)                 |
| الهطول مم (إنش)                   | 2.5 (64)                | 3.1 (79)                | 2.7 (69)                | 1.1 (28)                | 0.2 (5.1)               | 0 (0)                   | 0 (0)                   | 0.4 (10)                | 0.3 (7.6)               | 0.3 (7.6)               | 1.2 (30)                | 2.4 (61)                | 14.2 (361.3)            |
| [بحاجة لمصدر]                     |                         |                         |                         |                         |                         |                         |                         |                         |                         |                         |                         |                         |                         |

## أعلام
- كودي فاغاردو
- نيكي زايرنغ
- كايل فوج
- أليكس غيريرو
- نورما زيمر